# Jonathan Moffett
Jonathan Phillip „Sugarfoot“ Moffett (* 17. November 1954 in New Orleans) ist ein US-amerikanischer Schlagzeuger. Bekannt wurde er als Schlagzeuger von Michael Jackson, für den er von 1979 bis 2009 insgesamt rund 30 Jahre lang tätig war. Seine Pedal-Technik brachte ihm den Spitznamen Sugarfoot ein.
Moffett spielt seit seiner Kindheit Schlagzeug. Nach einem Umzug von New Orleans nach Los Angeles wurde er in den 1980er Jahren Tourdrummer bei Acts wie Patti Austin, Lionel Richie, The Jackson Five, Michael Jackson, Elton John und Madonna. Im Studio spielte er für Peter Cetera und Julian Lennon. 2009 ist er in dem Film This Is It als Drummer bei Michael Jacksons nicht mehr realisierter Abschiedstournee zu sehen.

## Filmographie
| Jahr | Film                                                  | Rolle            | Credits    |
| ---- | ----------------------------------------------------- | ---------------- | ---------- |
| 2017 | Madonna 6 Concert DVD Set                             | Musiker          | Drummer    |

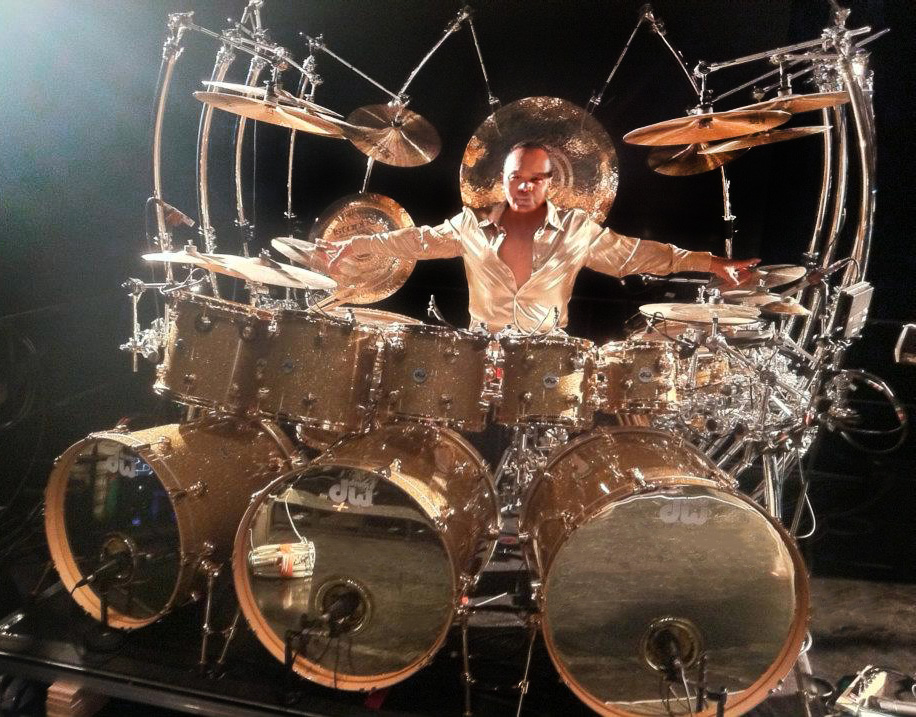
Jonathan Moffett (2013)

| 2016 | Michael Jackson’s Journey from Motown to Off the Wall | Jonathan Moffett | Speaker    |
| 2011 | Madonna Live – The Virgin Tour                        | Musiker          | Drummer    |
| 2009 | Michael Jackson’s This Is It                          | Musiker          | Drummer    |
| 2009 | Madonna – Celebration – The Video Collection          | Musiker          | Drummer    |
| 2003 | Madonna – Who’s That Girl – Live in Japan             | Musiker          | Drummer    |
| 1997 | Michael Jackson – HIStory Tour – Live in Munich ’97   | Musiker          | Drummer    |
| 1991 | Madonna – Truth or Dare                               | Musiker          | Drummer    |
| 1990 | Madonna – The Immaculate Collection                   | Musiker          | Drummer    |
| 1988 | Coming to America                                     | Musiker          | Songwriter |
| 1988 | Madonna – Ciao, Italia! – Live from Italy             | Musiker          | Drummer    |
| 1985 | Madonna Live – The Virgin Tour                        | Musiker          | Drummer    |

## Diskographie

### Alben
| Jahr | Album                                  | Künstler                       | Credits                                                          |
| ---- | -------------------------------------- | ------------------------------ | ---------------------------------------------------------------- |
| 2009 | Christmas Again                        | Jonathan Moffett               | Songwriter, Arranger, Background Vocals, Drum Overdubs, Producer |
| 2008 | Original Album Classics                | The Jackson 5                  | Main Personnel                                                   |
| 2004 | The Essential Jacksons                 | The Jacksons                   | Drums                                                            |
| 2003 | Universo Fortis                        | Alberto Fortis                 | Musician                                                         |
| 2002 | Something Beautiful                    | Color Theory                   | Drums, Percussion                                                |
| 2000 | Come Play with Me                      | Amanda Shelby                  | Drums                                                            |
| 2000 | Sexy Sweet Thing                       | Cameo                          | Background Vocals                                                |
| 2001 | Victory/Triumph (Reissue)              | The Jacksons                   | Drums                                                            |
| 1999 | Three for One Box Set                  | Madonna                        | Drums, Percussion                                                |
| 1999 | Rewind                                 | Vasco Rossi                    | Drums                                                            |
| 1998 | Star Kid (Soundtrack)                  | Nicholas Pike                  | Drums                                                            |
| 1997 | Flesh and Bone                         | Richard Marx                   | Drums                                                            |
| 1996 | Don’t Be Scared by These Hands         | Fee Waybill                    | Drums                                                            |
| 1996 | Kissing Rain                           | Roch Voisine                   | Drums                                                            |
| 1996 | The Real Deal                          | Edgar Winter                   | Drums                                                            |
| 1994 | Paid Vacation                          | Richard Marx                   | Drums                                                            |
| 1993 | Pretty Vultures                        | Ten Inch Men                   | Drums                                                            |
| 1993 | Duets                                  | Elton John                     | Drums                                                            |
| 1993 | Five Live                              | George Michael                 | Drums                                                            |
| 1992 | Nerve Net                              | Brian Eno                      | Drums                                                            |
| 1992 | The Complete Collection and Then Some… | Barry Manilow                  | Drums                                                            |
| 1991 | Rush Street                            | Richard Marx                   | Drums                                                            |
| 1990 | To Be Continued…                       | Elton John                     | Drums                                                            |
| 1990 | I’m Breathless                         | Madonna                        | Drums, Percussion                                                |
| 1990 | Blond Ambition World Tour Live         | Madonna                        | Live Drums                                                       |
| 1990 | The Immaculate Collection              | Madonna                        | Drums, Percussion                                                |
| 1989 | Animotion                              | Animotion                      | Drums                                                            |
| 1989 | Mr. Jordan                             | Julian Lennon                  | Drums                                                            |
| 1989 | 2300 Jackson Street                    | The Jacksons                   | Drums                                                            |
| 1989 | Sleeping with the Past                 | Elton John                     | Drums                                                            |
| 1989 | Like a Prayer                          | Madonna                        | Drums, Percussion                                                |
| 1989 | The CBS Collection                     | The Jacksons                   | Drums                                                            |
| 1989 | The Jacksons LP                        | The Jacksons                   | Drums                                                            |
| 1988 | Hope for the Runaway                   | Kenny Loggins                  | Drums                                                            |
| 1988 | This Is Serious                        | Marilyn Martin                 | Drums                                                            |
| 1988 | La Cocina Caliente                     | Luis Conte                     | Drums                                                            |
| 1988 | Forever                                | Chapter 8                      | Drums                                                            |
| 1988 | Coming to America                      | Soundtrack                     | Songwriter, Arranger, Background Vocals, Drum Overdubs, Producer |
| 1988 | One More Story                         | Peter Cetera                   | Drums                                                            |
| 1988 | Us                                     | Nick Kamen                     | Drums                                                            |
| 1987 | Who’s That Girl Live in Japan          | Madonna                        | Live Drums                                                       |
| 1987 | Timothy B.                             | Timothy B. Schmit (The Eagles) | Percussion, Cymbals                                              |
| 1986 | True Blue                              | Madonna                        | Drums, Percussion                                                |
| 1984 | Ciao Italia – Live in Italy            | Madonna                        | Drums                                                            |
| 1984 | Dream Street                           | Janet Jackson                  | Drums                                                            |
| 1984 | Jermaine Jackson                       | Jermaine Jackson               | Drums                                                            |
| 1984 | Victory                                | The Jacksons                   | Drums                                                            |
| 1983 | Standing on the One                    | Jon Gibson                     | Drums                                                            |
| 1982 | Diana’s Duets                          | Diana Ross                     | Drums                                                            |
| 1982 | Heartbeats                             | Yarbrough and Peoples          | Drums                                                            |
| 1982 | Silk Electric                          | Diana Ross                     | Drums                                                            |
| 1981 | The Jacksons Live!                     | The Jacksons                   | Live Drums                                                       |
| 1980 | The Two of Us                          | Yarbrough and Peoples          | Drums                                                            |

### Songs
| Jahr | Titel                                                               | Künstler                       | Credits                                                          |
| ---- | ------------------------------------------------------------------- | ------------------------------ | ---------------------------------------------------------------- |
| 2018 | „Thriller“ (Instrumental für die Netflix-Dokumentation QUINCY)      | Quincy Jones                   | Drums                                                            |
| 2018 | „Rock with You“ (Instrumental für die Netflix-Dokumentation QUINCY) | Quincy Jones                   | Drums, Hand Claps                                                |
| 2009 | „Flame“                                                             | Jonathan Moffett               | Songwriter, Arranger, Background Vocals, Drum Overdubs, Producer |
| 2009 | „In Our Country“                                                    | Jonathan Moffett               | Songwriter, Arranger, Background Vocals, Drum Overdubs, Producer |
| 2009 | „To Be Free“                                                        | Jonathan Moffett               | Songwriter, Arranger, Background Vocals, Drum Overdubs, Producer |
| 2004 | „Don’t Stop ’Til You Get Enough“                                    | The Jacksons                   | Live Drums                                                       |
| 1999 | „La Fine Del Millennio“                                             | Vasco Rossi                    | Drums                                                            |
| 1997 | „Still a Thrill“                                                    | Sybil                          | Drums                                                            |
| 1995 | „Words Without Meaning“                                             | 3T                             | Drums                                                            |
| 1992 | „Fractal Zoom“                                                      | Brian Eno                      | Drums                                                            |
| 1993 | „Papa Was a Rollin’ Stone“                                          | George Michael                 | Drums                                                            |
| 1993 | „Don’t Let the Sun Go Down on Me“                                   | Elton John und George Michael  | Live Drums                                                       |
| 1987 | „Hold Me in Your Heart“                                             | Timothy B. Schmit (The Eagles) | Cymbals                                                          |
| 1987 | „A Better Day Is Coming“                                            | Timothy B. Schmit (The Eagles) | Percussion                                                       |
| 1988 | „All Dressed Up“ (für den Film Coming to America)                   | Chico DeBarge                  | Songwriter, Arranger, Background Vocals, Drum Overdubs, Producer |
| 1982 | „Muscles“                                                           | Diana Ross                     | Drums, Percussion                                                |
| 1982 | „Love Song“                                                         | La Toya Jackson                |                                                                  |
| 1981 | „Don’t Stop the Music“                                              | Yarbrough and Peoples          | Drums                                                            |